# Florida (condado de Orange, Nueva York)
Florida es una villa ubicada en el condado de Orange en el estado estadounidense de Nueva York. En el año 2007 tenía una población de 2,757 habitantes y una densidad poblacional de 525 personas por km².

## Geografía
Florida se encuentra ubicada en las coordenadas 41°19′52″N 74°21′33″O / 41.33111, -74.35917. Según la Oficina del Censo, la ciudad tiene un área total de 4,9 km² (1,9 mi²), de la cual 4,9 km² (1,9 mi²) es tierra y 0 km² (0 mi²) (0%) es agua.

## Demografía
Según la Oficina del Censo en 2000 los ingresos medios por hogar en la localidad eran de $54,893, y los ingresos medios por familia eran $61,406. Los hombres tenían unos ingresos medios de $45,577 frente a los $32,232 para las mujeres. La renta per cápita para la localidad era de $22,138. Alrededor del 7.3% de la población estaban por debajo del umbral de pobreza.